# Signifiance (linguistique)
En linguistique, la signifiance est l'émergence du sens chez le récepteur.
Pour Émile Benveniste, « c’est un homme parlant que nous trouvons dans le monde, un homme parlant à un autre homme, et le langage enseigne la définition même de l’homme ». Pour désigner cette propriété de signifier inhérente au langage humain, Benveniste a forgé le concept de signifiance. Dans son étude sur la « Sémiologie de la langue » (1969), il précise cependant que la signifiance définit non seulement le langage humain, mais tout système de signes (écriture, signalisation routière, signes monétaires, signes esthétiques, codes sociaux, etc.). Benveniste voit dans la langue deux domaines distincts, deux « modes de signifiance », qu'il appelle le mode sémiotique et le mode sémantique. Le sémiotique désigne le mode de signifiance propre au signe (au sens saussurien). Chaque signe n'existant que par les relations qu'il entretient avec les autres signes, le plan sémiotique sera un plan intra-linguistique, dans lequel on ne s'occupe pas des rapports entre la langue et le monde. Le sémantique, par contre, est le mode de signifiance propre au discours. Ici nous entrons dans le monde de l'énonciation, de l'univers du discours. L'expression sémantique par excellence est la phrase. Cette distinction est éclairée par les oppositions et les parallèles que l'auteur établit entre les deux concepts.
« Le sémiotique se caractérise comme une propriété de la langue, le sémantique résulte d'une activité du locuteur qui met en action la langue. Le signe sémiotique existe en soi, fonde la réalité de la langue, mais il ne comporte pas d'applications particulières ; la phrase, expression du sémantique, n'est que particulière. Avec le signe, on atteint la réalité intrinsèque de la langue ; avec la phrase, on est relié aux choses hors de la langue; et tandis que le signe a pour partie constituante le signifié qui lui est inhérent, le sens de la phrase implique référence à la situation de discours, et à l'attitude du locuteur »
— Émile Benvéniste, Problèmes de linguistique générale, t. II, p. 225
E. D. Hirsch (1967) oppose signification et signifiance. La signification d'une œuvre est sa structure intentionnelle créée par l'auteur, sa signifiance est la mise en relation de cette signification avec les préoccupations, intérêts, manières de voir, etc. du récepteur.
Selon Michael Riffaterre (1983), « du point de vue du sens [niveau mimétique], le texte est une succession d’unités d’information ; du point de vue de la signifiance [niveau sémiotique], le texte est un tout sémantique unifié ». La signifiance, pour Riffaterre, peut se définir comme « une praxis de la transformation par le lecteur. »
Jean Ladrière (1984) donne sa définition : « la signifiance est ce par quoi la signification advient, ce par quoi les signes se font porteurs de sens. »